# Sól sodowa oktenylobursztynianiu skrobiowego
Sól sodowa oktenylobursztynianiu skrobiowego (E1450) – organiczny związek chemiczny, skrobia modyfikowana chemicznie, estryfikowana kwasem oktenylobursztynowym. Zawartość grup oktenylobursztynowych nie może przekraczać 0,3%, a pozostałość kwasu oktenolobursztynowego nie może przekraczać 0,3%. Stosowana w produktach spożywczych jako emulgator i stabilizator, ze względu na wyjątkową zdolność do obniżania napięcia powierzchniowego.